# Vùng thủ hiến (Syria)
Syria được chia làm 14 vùng thủ hiến, hay muhafazat (số ít: muhafazah), đôi khi được gọi là tỉnh hat hạt Các vùng này được chia thành 60 huyện, hay manatiq (số ít: mintaqah), và tiếp tục được chia thành các phó huyện, hay nawahi (số ít: nahia). nawahi bao gồm các làng, làng cũng là đơn vị hành chính nhỏ nhất.
Thống đốc các vùng thủ hiến sẽ dược bổ nhiệm dựa trên đề nghị của Bộ tưởng Bộ Nội vụ, nội các sẽ phê chuẩn việc này. Thống đốc chịu trách nhiệm về y tế, hành chính, các dịch vụ xã hội, giáo dục, du lịch, công trình công cộng, giao thông vận tải, nội thương, nông nghiệp, công nghiệp, phòng hộ dân sự, duy trì pháp luật và trật tự trên địa bàn của tỉnh mình.